# أبو حسان الزيادي
أبو حسان الزيادي ويعرف أيضًا الحسن بن عثمان الزيادي مؤرخ وقاضي عاش في العصر العباسي، وهو من رواة الحديث النبوي.

## سيرته
اسمه الحسن بن عثمان بن حماد البغداديّ، وعرف بِالزيادي لكون جده تزوج أم ولد كانت للأمير زياد بن أبيه. ولد فِي حدود سنة ستين ومئة. ولي قضاء الشرقية في خلافة المتوكل العباسي، قال سليمان الطوسي: سمعت أبا حسان يقول: أَنا أعمل في التاريخ من ستين سنة. قيل: عاش الزيادي تسعًا وثمانين سنة، ومات في شهر رجب سنة 242 هـ.

## رواية الحديث
- سمع الحديث من: الوليد بن محمد الموقري، وجرير بن عبد الحميد الضبي، وزيد بن الحباب التميمي، وسعيد بن زكريا القرشي	، وشعيب بن صفوان عبد الله بن صالح الجهني، وعمر بن شبيب المذحجي، ومحمد بن الفضل العبسي، ومحمد بن صبيح بن السماك، وموسى بن داود الضبي، ويحيى بن سعيد الأموي، ويحيى بن سليم الطائفي، ويحيى بن عبد الحميد الحماني، ويزيد بن زريع العيشي، ويعلى بن عبيد الطناقسي، وبشر بن محمد الواسطي، وسعد بن زياد، وسوار بن مصعب الهمداني، ومحمد بن عمر الواقدي، وهشام بن محمد بن السائب بن بشر الكلبي، والفضل بن الربيع الحاجب.

- روى عنه الحديث: عمر بن أبي معاذ النميري، وأحمد بن الحسين الصوفي، وأحمد بن عمرو العتكي، وأحمد بن محمد الأزدي، وأحمد بن يحيى البلازدي، وإسحاق بن محمد الأصبهاني، وإسماعيل بن عبد الله العجلي، والحسين بن محمد العجلي، وعامر بن بشر المهلبي، وعبد الملك بن محمد الفاكهي، وعليك الرازي، وعلي بن عبد الله الفرغانى، وابن خزيمة السلمي، وعبيد الله بن محمد اليزيدي	، ويحيى بن إسماعيل، وإبراهيم بن خالد بن يوسف.[2]

## الجرح والتعديل
- قال أحمد بن حنبل: «مع ابن أبي دؤاد ومن خاصته ولا أعرف رأيه اليوم».
- قال أحمد بن كامل الشجري: «من كبار أصحاب الواقدي».
- قال الخطيب البغدادي: «كان أحد العلماء الأفاضل ومن أهل المعرفة والثقة والأمانة وكان صالحا دينا فهما قد عمل الكتب وكانت له معرفة بأيام الناس وله تاريخ حسن وكان كريما واسعا مفضالا».
- قال طلحة بن محمد الشاهد: «صالح دين فهم عمل الكتب له معرفة بأيام الناس وله تاريخ حسن كريما مفضالا».
- قال ابن العماد الحنبلي: «ثقة».